# Taussig (quadrangle)

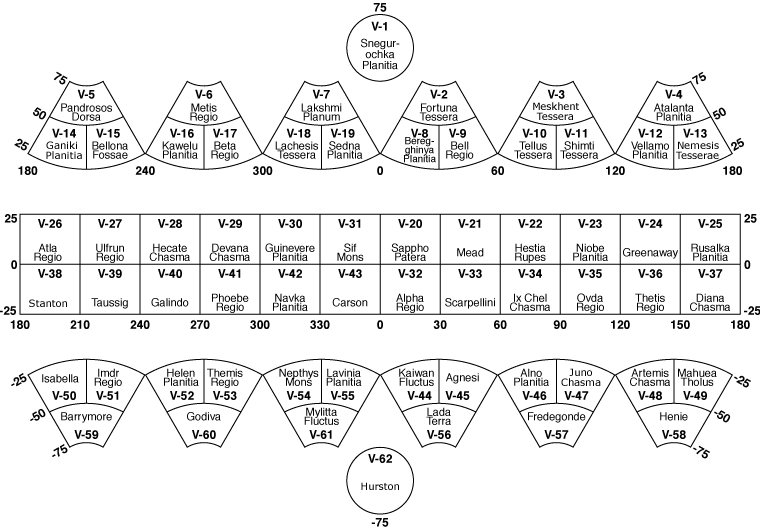
Quadrangles op Venus op schaal 1 : 5.000.000

Taussig (V–39; breedtegraad 0°–25° S, lengtegraad 210°–240° E) is een quadrangle op de planeet Venus. Het is een van de 62 quadrangles op schaal 1 : 5.000.000. Het quadrangle werd genoemd naar de gelijknamige inslagkrater die op zijn beurt is genoemd naar de Amerikaanse cardioloog Helen Brooke Taussig (1898-1986).

## Geologie
Taussig bevat veel vulkanische structuren, van clusters van kleine schildvulkanen en vulkanische kegels tot grote vulkanen. Mbokumo Mons heeft een diameter van 450 km en is 1,1 km hoog. Hij heeft een goed gedefinieerd, radardonker uitstroomgebied bovenop het laagland Wawalag Planitia. De berg heeft een plateau-achtige top die zwaar is gebroken waardoor hij geclassificeerd wordt als zowel een corona als een vulkaan.
Het quadrangle bevat ook negen paterae, waarvan er vier (Ledoux Patera, Villepreux-Power Patera, Fedchenko Patera en Jotuni Patera) worden geïnterpreteerd als caldeira's. Vierentwintig coronae bevinden zich in het gebied, waarvan een groot aantal rond Parga Chasmata, variërend in grootte tot 400 kilometer in doorsnede. De grootste, Maram Corona, heeft een gekantelde, plateau-achtige binnenzijde en is vergelijkbaar in morfologie met Atete Corona (in V-40), Zisa Corona (in V-27) en Taranga Corona (in V-28). Bijna alle coronae hebben verschillende hoeveelheden interieur en exterieur geassocieerd vulkanisme, en lijken een complexe geschiedenis te hebben, nauw verbonden met de vorming van Parga Chasmata.
Parga Chasmata worden gekenmerkt door lineaire kenmerken zoals breuken, graben en richels. Het is geen exact gedefinieerde riftvallei, zoals de chasmata Devana Chasma of Juno Chasma en toont complexe vertakkingsnetwerken met verschillende onderbrekingen langs het hoofdader. De lineaire kenmerken langs Parga Chasmata variëren van brede diffuse zones tot smalle, sterk geconcentreerde, parallelle groepen. Troggen van 0,5 tot 2 kilometer diep, zijn te vinden langs de kloof. De smalle, meer intense breukzones bevinden zich over het algemeen op plaatsen waar een trog bijzonder duidelijk zichtbaar is en de lijnen komen meestal goed overeen met de topografie.

## Geologische structuren in Taussig
Chasmata
- Chondi Chasma
- Dziwica Chasma
- Kicheda Chasma
- Lesavka Chasma
- Parga Chasmata

Coronae
- Aeracura Corona
- Among Corona
- Attabeira Corona
- Beruth Corona
- Blid Corona
- Chantico Corona
- Emegelji Coronae
- Erkir Corona
- Fefafa Corona
- Holla Corona
- Inacho Corona
- Lumimuut Corona
- Maram Corona
- Momu Coronae
- Ndoi Corona
- Oduduwa Corona
- Onenhste Corona
- Pazar-ana Corona
- Repa Corona
- Rzhanitsa Corona
- Samsing Corona
- Tadaka Corona
- Ulgen-ekhe Coronae
- Ya-Yerv Corona

Fossae
- Penthesilea Fossa

Fluctus
- Itoki Fluctus
- Ningyo Fluctus

Inslagkraters
- Alma
- Cortese
- Darline
- Eileen
- Felicia
- Izakay
- Lois
- Marie
- Sabira
- Seiko
- Taussig
- von Suttner
- Yenlik
- Yoko

Linea
- Thaukhud Linea
- Veleda Linea
- Jokwa Linea

Montes
- Gwen Mons
- Mbokomu Mons
- Toma Mons

Paterae
- Barnes Patera
- Cherskaya Patera
- Dietrich Patera
- Fedchenko Patera
- Jotuni Patera
- Ledoux Patera
- Malibran Patera
- Rogneda Patera
- Villepreux-Power Patera

Planitiae
- Wawalag Planitia